# Czarnów (powiat gostyniński)
Czarnów – wieś w Polsce położona w województwie mazowieckim, w powiecie gostynińskim, w gminie Pacyna.
W latach 1975–1998 miejscowość administracyjnie należała do województwa płockiego.
Według danych urzędu gminy Pacyna z 13 lipca 2009 miejscowość liczyła 155 mieszkańców.
We wsi znajduje się zespół dworski z dworem z 1822 roku i parkiem z pierwszej połowy XIX wieku.